# Srđan Tucić
Srđan Tucić (Požega, 9. veljače 1873. – New York, 2. kolovoza 1940.) hrvatski je književnik. Bio dobitnik Demetrove nagrade u dva navrata i to za drame Golgota (1911./1912.) i Osloboditelji (1918.). 

## Životopis
Rođen je u Požegi 9. veljače 1873. Glumio je sporedne uloge od 1895. u zagrebačkom Hrvatskom narodnom kazalištu u kojem mu je tri godine kasnije prvi put izvedena njegova drama Povratak u jednom činu. To djelo kanonsko je djelo hrvatskog naturalizma te dramskoga modernizma. Tucić je Povratkom dobio značajan književni ugled.
Tucić je bio umjetnički ravnatelj te redatelj sofijskog Narodnog kazališta od 1903. do 1905. Bio je urednik zadarskog tjednika Hrvatska kruna od 1906. do 1907. Od 1909. do 1910. bio je ravnatelj Hrvatskog narodnog kazališta u Osijeku, a nakon toga tajnik Hrvatskog narodnog kazališta u Zagrebu. Nakon bezuspješnih izvedba novih vlastitih drama u zagrebačkom Hrvatskom narodnom kazalištu, Tucić se 1913. seli u Pariz, a godinu dana kasnije u London. Tamo je sudjelovao u radu Jugoslavenskog odbora te je uređivao Bulletin Yougoslave. Na kraju odlazi u New York te tada prekida sve veze s hrvatskom književnošću. U New Yorku se bavio prevođenjem te je surađivao u novinama. Preminuo je 2. kolovoza 1940. u New Yorku.

## Odlike djela
Tucićeva djela ističu se naturalističkim obilježjima, motivima erotike i nasilja, kondenziranom dramskom strukturom te snažnim dijalogom. Među takvim djelima ubrajaju se Tucićeve tročine prozne drame Svršetak (1899.) i Bura (1901.) te nikada izvedene jednočine drame i dramske skice čije su radnje odvijaju u gradskim i kozmopolitskim sredinama, kao što su: Propalica (1898.), Stranac (1899.), Pred zapadom sunca (1900.), Sujet, (1902.) i Magda (1903.). Slične verističke i estetičke odlike imaju i Tucićeve prozne skice i crtice koje su tiskane oko 1900. te dramske i prozne skice sakupljene su u knjizi Pod bičem života (1911.). Od djela nastalih pod utjecajem Tolstojevog simbolizma i humanizma su: Truli dom (1898.), Kozaci (1913.), drama nastala na temelju novele istog imena Lava Nikolajeviča Tolstoja, kao i drama Osloboditelji (1914.). Motivi naturalizma ublaženo variraju u Tucićevoj trilogiji Kroz život (1911.) koju čine prozne jednočine drame Amerikanka, Niz strminu i Pred noć, te u proznoj drami u tri čina zvanoj Golgota (1913.) koja je nastala u duhu simbolizma te ničeanskog vitalizma.